# Мукуриси
Мукуриси (порт. Mucurici)  —  муниципалитет в Бразилии, входит в штат Эспириту-Санту. Составная часть мезорегиона Северное побережье штата Эспириту-Санту. Входит в экономико-статистический  микрорегион Монтанья. Население составляет 6264 человека на 2006 год. Занимает площадь 537,711 км². Плотность населения — 11,6 чел./км².

## История
Город основан в 1953 году.

## Статистика
- Валовой внутренний продукт на 2003 составляет 22.156.778,00 реалов (данные: Бразильский институт географии и статистики).
- Валовой внутренний продукт на душу населения на 2003 составляет 3.634,05 реалов (данные: Бразильский институт географии и статистики).
- Индекс развития человеческого потенциала на 2000 составляет 0,679 (данные: Программа развития ООН).

## География
Климат местности: тропический.